# Odontesthes hatcheri
Odontesthes hatcheri är en fiskart som först beskrevs av Eigenmann, 1909.  Odontesthes hatcheri ingår i släktet Odontesthes och familjen Atherinopsidae. Inga underarter finns listade i Catalogue of Life.